# Graafsebuurt noord
Graafsebuurt noord is een wijk van 77 ha in de Graafsepoort, 's-Hertogenbosch, in de Nederlandse provincie Noord-Brabant. De wijk heeft 1900 inwoners. De noordgrens van de wijk is de Brabantse Lijn, de spoorlijn tussen 's-Hertogenbosch en Nijmegen. In het westen wordt de wijk begrensd door de Van Grobbendoncklaan. In het oosten wordt de wijk begrensd door Hintham. In het noorden van de wijk zijn Sportpark De Vliert en Stadion De Vliert te vinden.

## Geschiedenis
De Graafsewijk ligt aan de oude weg naar Grave en heeft daar haar naam aan te danken. De aanleg van de Graafsewijk begon feitelijk tijdens het Muntelplan van de jaren twintig van de 20e eeuw, waarin - in tweede aanleg - de straten van het Bossche Pad en het Eikendonkplein werden opgenomen. Hoewel deze straten nog net binnen het gebied van de Hinthamerpoort liggen, behoren zij - dan wel niet geografisch maar qua tijdsbestek - tot de uitbreiding van De Muntel.
Omdat bepaalde huizen in dat uitbreidingsplan door omgeschoolde werkloze sigarenmakers werden gebouwd kregen ze de bijnaam van sigarenmakershuizen. Deze huisjes staan achter de voormalige Bartjeskerk en in de Kastanjestraat en omstreken. De Eerste Wereldoorlog was debet aan die werkloosheid, maar er heerste in de jaren 1910-1920 ook een malaise in de sigarenindustrie. Wethouder Manus Krijgsman was de pleitbezorger om de sociaal zwakkere gezinnen door middel van deze omscholing uit de misère te helpen.

## Ongeregeldheden
De Graafsewijk kreeg landelijke aandacht door ongeregeldheden die plaatsvonden in delen van de wijk in 2000 en 2005. Mede door deze ongeregeldheden heeft de wijk een slechte naam gekregen.

### Rellen 2000
In december 2000 waren de eerste grote rellen in de Graafsewijk. De aanleiding was de dood van bewoner Pierre Bouleij.
Bouleij was een FC Den Bosch supporter. Direct na zijn dood vormde zich een groeiende groep vrienden en personen die zich verbonden voelden met de overleden harde kern-supporter van FC Den Bosch. Nog diezelfde ochtend vielen twintig personen politieagenten aan. Aan het eind van de middag werden vernielingen in het centrum van 's-Hertogenbosch aangericht, en de ruiten van het stadhuis ingegooid. De groep is inmiddels gegroeid tot vijftig tot honderd personen. In de avond wordt brand gesticht in een bloedbank die zich in de Graafsewijk bevond, en zijn er ongeregeldheden tussen de groep en de politie. De groep bestaat dan uit ongeveer 300 personen. Het doel van de geweldplegers lijkt in eerste instantie voort te zijn gekomen uit woede en verontwaardiging over het politieoptreden bij Pierre Bouleij thuis. In de dagen daarna lijkt het motief meer te berusten op een behoefte aan vermaak. De meeste relschoppers kenden het slachtoffer niet, en kwamen uit andere wijken of uit de omgeving van 's-Hertogenbosch. Pas na grootschalige inzet van politie, op de vierde avond, wordt het weer rustig in de wijk.

### Rellen 2005
In april 2005 ontstaan er opnieuw rellen in de wijk. Begin 2005 werd een groot aantal gezinnen uit hun woning gezet nadat daar illegale wietplantages waren gevonden, hier protesteerden de bewoners heftig tegen. De vlam sloeg in de pan naar aanleiding van het programma van SBS6 genaamd "Probleemwijken". Dit programma over sociaal zwakkere wijken in Nederland maakte een aflevering over de Graafsewijk. Na de uitzending van het programma op 7 april 2005 braken relletjes uit in de wijk. Een buurtbewoner had in de uitzending aangegeven dat hij tien maanden vast had gezeten wegens ontucht met zijn toen achtjarige stiefdochter. Deze man werd door de bewoners 'de wijk uitgezet'. Zijn woning werd vernield en de inboedel werd op straat in brand gestoken. Ook op 8 april 2005, een dag na uitzending, bleef het onrustig in de wijk. De wijk werd opnieuw afgesloten door de ME, net als in 2000 bleken veel relschoppers uit andere wijken te komen dan de Graafsewijk. Behalve materiële schade liep het imago van de wijk opnieuw een deuk op. Direct omwonenden ontkenden later iets met de vernielingen te maken hebben.